# Zespół Westa
Zespół Westa, napady zgięciowe – występuje u niemowląt i małych dzieci – najczęściej między 3. a 9. miesiącem życia. Pojawienie się zespołu Westa u dzieci młodszych na ogół wiąże się z gorszym rokowaniem. Zespół Westa częściej stwierdza się u chłopców. Charakteryzuje się napadami, których objawem osiowym jest skłon ku przodowi. Skłon może być szybki lub powolny, mogą dołączyć się inne napady. Rozwój psychoruchowy dzieci zostaje zahamowany. Rokowanie jest na ogół niepomyślne. Napady zgięciowe występują ok. 4 roku życia, ale przeważnie dołączają się inne napady. Warunkiem rozpoznania jest triada objawów: napady zgięciowe (występujące na ogół w seriach), opóźnienie rozwoju psychoruchowego i hipsarytmia w zapisie EEG. Zespół ten powstaje zwykle na podłożu organicznych zmian w obrębie mózgu, w przebiegu fakomatoz, zaburzeń migracji lub encefalopatii niedotlenieniowo-niedokrwiennej. Nie zawsze jednak ustalenie etiologii jest możliwe. Opisane są także idiopatyczne przypadki zespołu Westa. Rokowanie jest raczej niepomyślne, często obserwuje się ewolucję do zespołu Lennoxa-Gastauta lub innych typów padaczki, niejednokrotnie trudno poddających się leczeniu. U większości pacjentów pozostają objawy upośledzenia umysłowego, a także objawy ogniskowe. U pacjentów z zespołem Westa przedwczesna śmierć występuje u 5–31%.